# Но К’ньо По
Но К’ньо По — каренская активистка за мир, которая борется за права женщин в Мьянме. Она является генеральным секретарём Женской каренской организации и в 2019 году получила Международную женскую награду за отвагу.

## Биография
Но К’ньо По родилась в Таиланде и выросла в лагере беженцев. Её семья была вынуждена покинуть свой дом, чтобы избежать преследований. Семья присоединилась к примерно 110 000 каренам, жившим в семи лагерях беженцев, расположенных вдоль тайско-бирманской границы.
В 1999 году она начала работать в Женской каренской организации, общественной организации каренок, занимающейся развитием и оказанием помощи в лагерях беженцев на границе с Таиландом. Она была избрана генеральным секретарем на 6-й конференции организации, состоявшейся в феврале 2013 года. Она активная сторонница наращивания потенциала, провела множество тренингов по демократии, правам человека и правам женщин для членов организации. Но К’ньо По выступала от имени каренов и многое сделала, чтобы донести их позицию до международного сообщества.
Она присутствовала на заседаниях Совета ООН по правам человека и Комиссии по положению женщин, чтобы выразить озабоченность по поводу положения женщин и прав коренных народов и беженцев в Бирме и вдоль границы.